# Le Planquay
Le Planquay ist eine französische Gemeinde mit 161 Einwohnern (Stand: 1. Januar 2022) im Département Eure in der Region Normandie (vor 2016 Haute-Normandie). Sie gehört zum Arrondissement Bernay und zum Kanton Beuzeville. Die Einwohner werden Planquayens genannt.

## Geografie
Le Planquay liegt etwa 15 Kilometer westlich von Bernay und etwa 19 Kilometer ostsüdöstlich von Lisieux in der Landschaft Lieuvin. Umgeben wird Le Planquay von den Nachbargemeinden La Chapelle-Hareng im Nordwesten und Norden, Drucourt im Norden und Nordosten, Saint-Vincent-du-Boulay im Osten, Saint-Mards-de-Fresne im Südosten und Süden sowie Courtonne-les-Deux-Églises im Westen.

## Bevölkerungsentwicklung

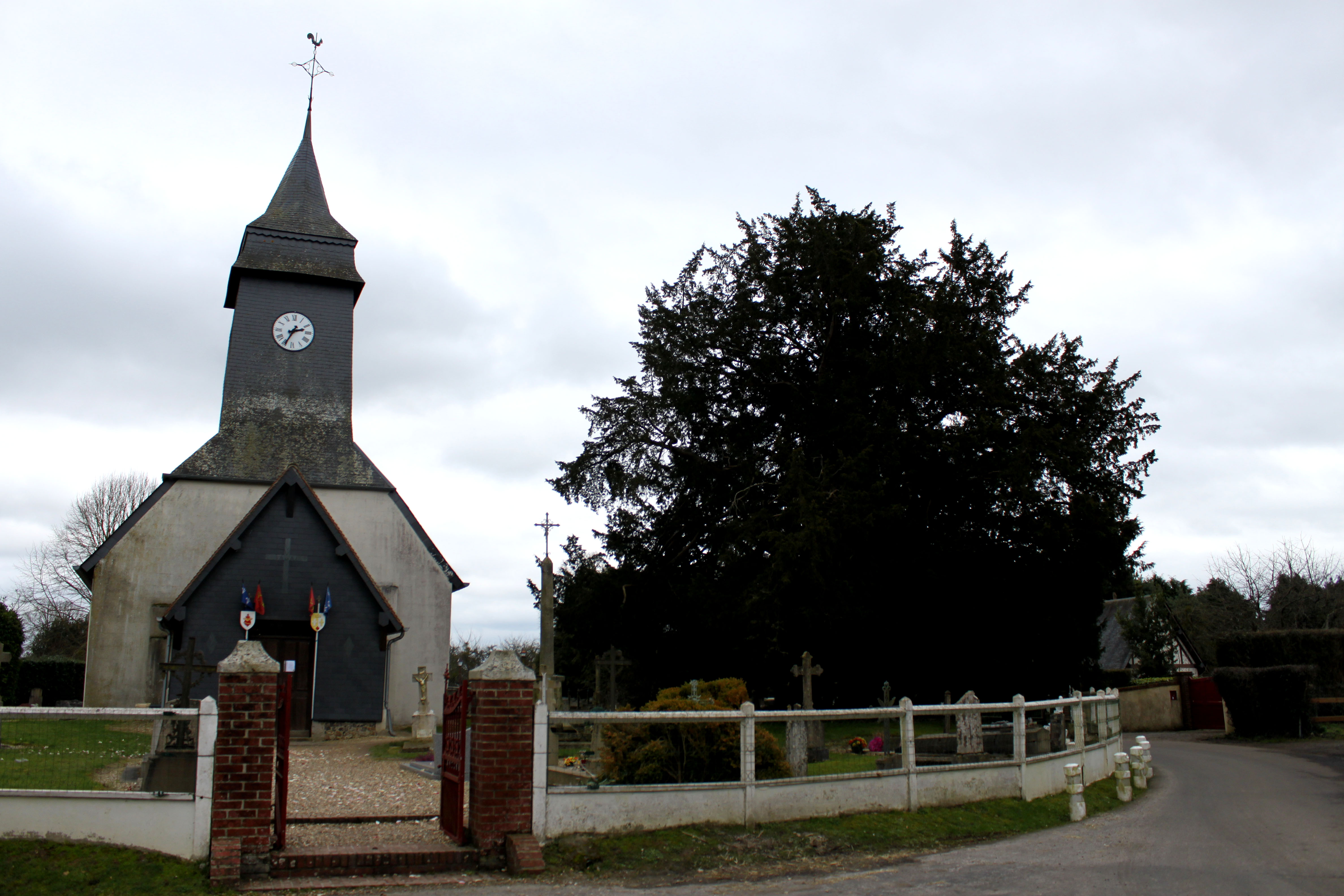
Kirche Saint-Ouen

| Jahr                       | 1962 | 1968 | 1975 | 1982 | 1990 | 1999 | 2006 | 2013 | 2020 |
| Einwohner                  | 128  | 135  | 117  | 141  | 140  | 123  | 141  | 156  | 166  |
| Quellen: Cassini und INSEE |      |      |      |      |      |      |      |      |      |